# Mesão Frio (Guimarães)
Mesão Frio es una freguesia portuguesa del concelho de Guimarães, con 4,62 km² de superficie y 4.003 habitantes (2001). Su densidad de población es de 866,5 hab/km².